# Saint-Michel-de-Chavaignes
Saint-Michel-de-Chavaignes is een gemeente in het Franse departement Sarthe (regio Pays de la Loire) en telt 756 inwoners (2004). De plaats maakt deel uit van het arrondissement Mamers.

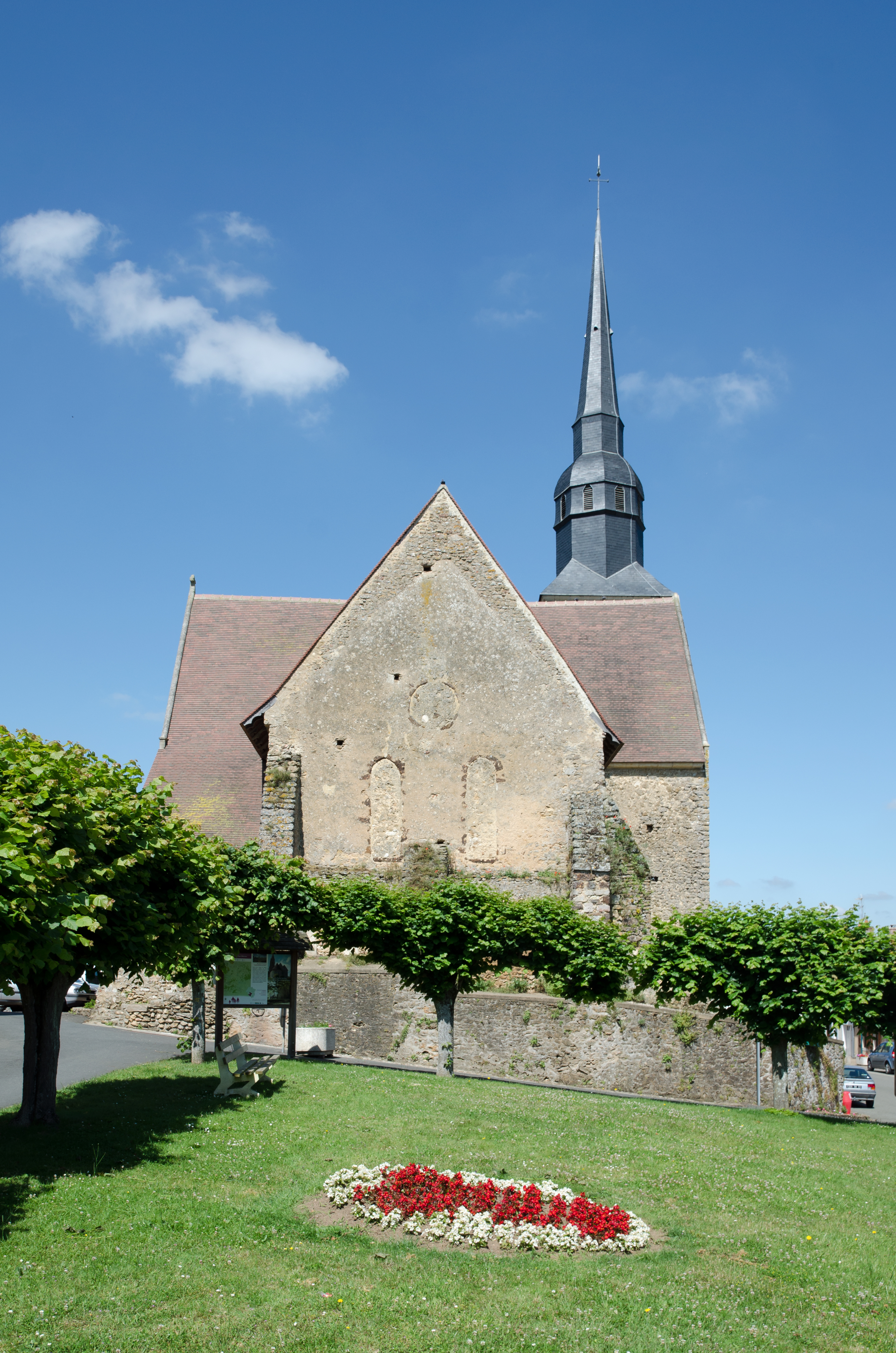
Kerk van Saint-Michel-de-Chavaignes
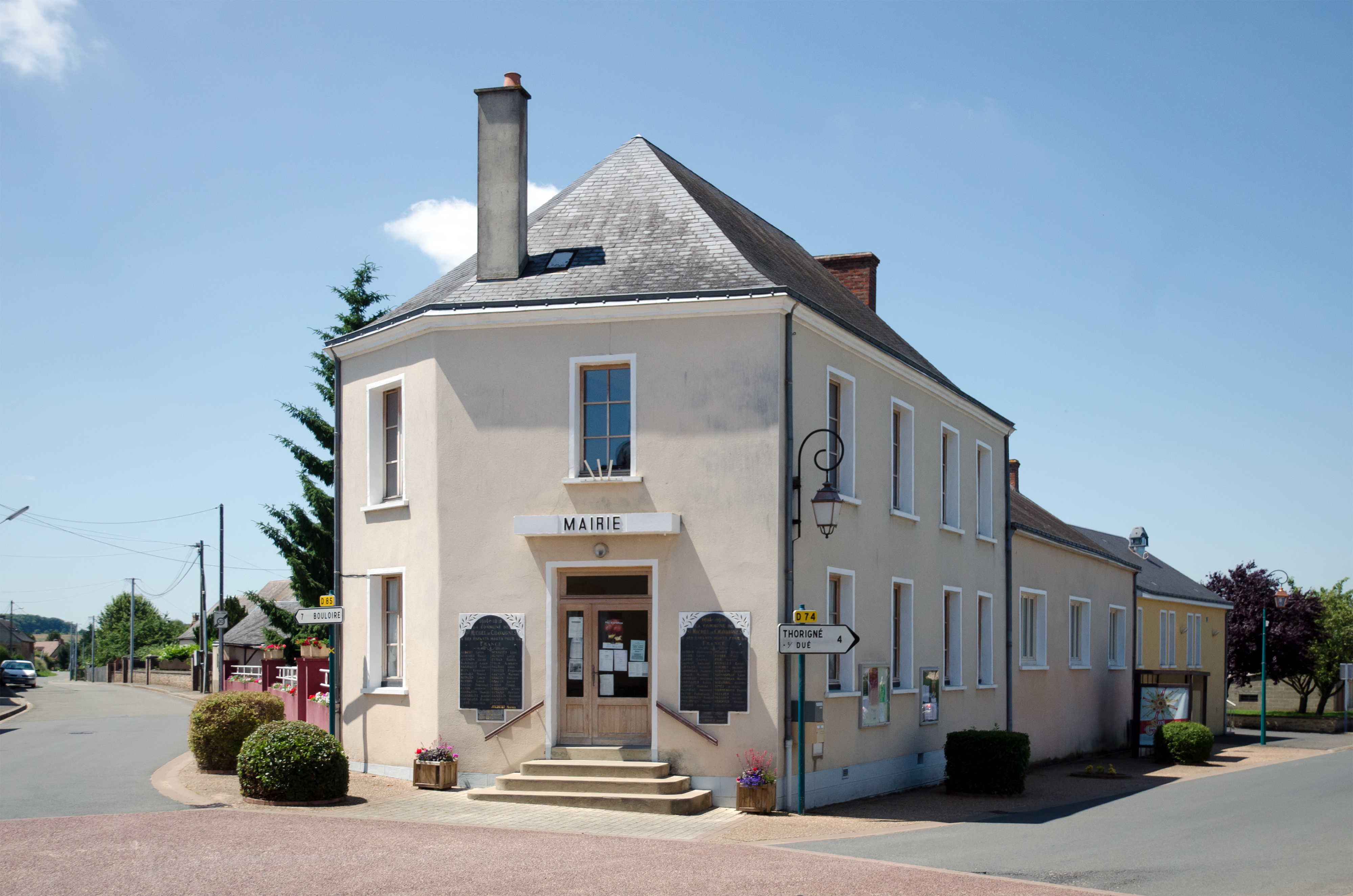
Gemeentehuis

## Geografie
De oppervlakte van Saint-Michel-de-Chavaignes bedraagt 18,5 km², de bevolkingsdichtheid is 40,9 inwoners per km².
De onderstaande kaart toont de ligging van Saint-Michel-de-Chavaignes met de belangrijkste infrastructuur en aangrenzende gemeenten.

## Demografie
Onderstaande figuur toont het verloop van het inwonertal (bron: INSEE-tellingen).